# Ван дер Лели, Йерун
Йерун ван дер Лели (дат. Jeroen van der Lely; 22 марта 1996 года, Нейвердал, Нидерланды) — нидерландский футболист, игравший на позиции защитника.

## Клубная карьера
Йерун является воспитанником академии «Твенте». Тренировался в ней с 11 лет. В 2014 году получил награду лучшему игроку академии. Через месяц заключил пробный контракт с клубом. В 2015 году стал игроком второй команды. 23 февраля 2015 года дебютировал за неё в поединке против «Де Графсхапа».
В июне 2015 года принял решение завершить карьеру футболиста ради учёбы и получения образования. Спустя месяц, после уговоров руководителей команды и близких игроку людей, вернулся в футбол.
15 августа 2015 года дебютировал в Эредивизи поединком против АДО Ден Хаага, выйдя на замену на 66-й минуте вместо Хидде тер Авеста. Всего в дебютном сезоне провёл 21 игру, 12 из них начинал в основном составе. В октябре 2015 года продлил контракт с клубом до 2017 года с возможностью продления его на два сезона.

## Достижения
«Твенте»
- Победитель Первого дивизиона Нидерландов: 2018/19